# Anton Lundell
Anton Olof Lundell (* 3. Oktober 2001 in Espoo) ist ein finnischer Eishockeyspieler, der seit Juni 2021 bei den Florida Panthers in der National Hockey League unter Vertrag steht. Mit dem Team gewann der Center in den Playoffs 2024 und 2025 den Stanley Cup. Mit der finnischen Nationalmannschaft errang er unter anderem die Silbermedaille bei der Weltmeisterschaft 2021.

## Karriere
Der Finnlandschwede Anton Lundell wurde in der zweisprachigen Stadt Espoo (schwedisch Esbo) in der Region Helsinki geboren und spielte mindestens ab der U16 in der Nachwuchsabteilung des Helsingfors IFK in der finnischen Hauptstadt. Dort lief er ab der Saison 2017/18 in der Nuorten SM-liiga auf, der ranghöchsten Juniorenliga des Landes, debütierte allerdings bereits im Folgejahr bei den Profis von HIFK in der Liiga. Dort verzeichnete er bereits als Rookie 19 Scorerpunkte in 38 Partien und steigerte diese Statistik in der Spielzeit 2019/20 auf 28 Punkte aus 44 Spielen. Anschließend galt er als eines der wesentlichen europäischen Talente im anstehenden NHL Entry Draft 2020, sodass er dort an zwölfter Position von den Florida Panthers berücksichtigt wurde. Vorerst verblieb der Center jedoch noch ein weiteres Jahr in seiner Heimat und wurde in der Saison 2020/21 mit 16 Treffern bester Torschütze seiner Mannschaft, obwohl er nur 26 Partien bestritt.
Anschließend unterzeichnete Lundell im Juni 2021 einen Einstiegsvertrag bei den Florida Panthers und erspielte sich im Rahmen der Vorbereitung auf die Folgespielzeit 2021/22 einen Platz in deren Aufgebot. Demzufolge debütierte er im Oktober 2021 in der National Hockey League (NHL) und kommt dort seither regelmäßig zum Einsatz. Seine Debütsaison beendete er mit 44 Punkten aus 65 Partien, womit er sich auf dem fünften Rang der Rookie-Scorerliste platzierte. In den Playoffs 2023 erreichte er mit den Panthers das Endspiel um den Stanley Cup, unterlag dort allerdings den Vegas Golden Knights mit 1:4. In den folgenden Playoffs 2024 zog er mit dem Team erneut ins Finale ein und errang mit einem 4:3-Erfolg über die Edmonton Oilers nun auch den ersten Stanley Cup der Franchise-Geschichte. Wenig später unterzeichnete er einen neuen Sechsjahresvertrag bei den Panthers, der ihm ein durchschnittliches Jahresgehalt von fünf Millionen US-Dollar einbringen soll. In den Playoffs 2025 wiederum verteidigten sie den Titel durch einen weiteren 4:2-Sieg gegen die Oilers.

### International
Auf internationaler Ebene vertrat Lundell sein Heimatland erstmals bei der World U-17 Hockey Challenge 2017 und belegte dort mit dem Team den sechsten Platz. Im U18-Bereich folgte die Goldmedaille bei der U18-Weltmeisterschaft 2018 sowie ein siebter Rang beim Hlinka Gretzky Cup 2018. Anschließend feierte der Angreifer mit der finnischen U20-Nationalmannschaft bei der U20-Weltmeisterschaft 2019 den Weltmeistertitel auch dieser Altersstufe. Weitere Einsätze verzeichnet er im Rahmen der U18-Weltmeisterschaft 2019 (7. Platz) sowie der U20-Weltmeisterschaft 2021 (Bronzemedaille). Zu seinem Debüt für die A-Nationalmannschaft seines Heimatlandes kam er schließlich bei der Weltmeisterschaft 2021, bei der die finnische Auswahl erst im Finale Kanada unterlag und somit die Silbermedaille errang.

## Erfolge und Auszeichnungen
- 2022 NHL-Rookie des Monats Januar
- 2024 Stanley-Cup-Gewinn mit den Florida Panthers
- 2025 Stanley-Cup-Gewinn mit den Florida Panthers

### International
- 2018 Goldmedaille bei der U18-Weltmeisterschaft
- 2019 Goldmedaille bei der U20-Weltmeisterschaft
- 2021 Bronzemedaille bei der U20-Weltmeisterschaft
- 2021 Silbermedaille bei der Weltmeisterschaft

## Karrierestatistik
Stand: Ende der Saison 2024/25

### International
Vertrat Finnland bei:
| - World U-17 Hockey Challenge 2017 - U18-Weltmeisterschaft 2018 - Hlinka Gretzky Cup 2018 - U20-Weltmeisterschaft 2019 | - U18-Weltmeisterschaft 2019 - U20-Weltmeisterschaft 2021 - Weltmeisterschaft 2021 - 4 Nations Face-Off 2025 |

(Legende zur Spielerstatistik: Sp oder GP = absolvierte Spiele; T oder G = erzielte Tore; V oder A = erzielte Assists; Pkt oder Pts = erzielte Scorerpunkte; SM oder PIM = erhaltene Strafminuten; +/− = Plus/Minus-Bilanz; PP = erzielte Überzahltore; SH = erzielte Unterzahltore; GW = erzielte Siegtore; 1 Play-downs/Relegation; Kursiv: Statistik nicht vollständig)